# Torri ENEL
Le torri ENEL sono grattacieli di Napoli ubicati nel Centro Direzionale nelle isole A e G, di cui costituiscono rispettivamente i lotti 1 e 3. Per la somiglianza tra le due sono spesso nominate come le Torri Gemelle di Napoli.

## Caratteristiche
Gli edifici vennero eretti tra il 1985 e il 1990 su progetto di Giulio De Luca, Renato Avolio De Martino coadiuvato dal figlio Francesco, e Massimo Pica Ciamarra.
I grattacieli sono identici e posti in maniera speculare rispetto all'asse del viale centrale e sono inclinati di circa 45°. Essi rappresentano anche l'innovazione tecnologica raggiunta dagli architetti e ingegneri napoletani, infatti si tratta di due edifici aventi una parte centrale vuota con gli uffici sospesi tramite funi e legamenti in acciaio legati alla trave centrale in acciaio e posta trasversalmente ai due elementi in calcestruzzo armato che ospitano le scale, le porte degli ascensori e gli ingressi ai corridoi dei vari piani.
I due grattacieli hanno un'altezza di 122 metri e contano ciascuno una trentina di piani collegati fra di loro dai vani esterni degli ascensori.
Entrambe le torri sono state vendute da ENEL. La torre A1, attualmente vuota, attende una ristrutturazione per ospitare uffici del consorzio BD Tower. La torre G3, in parte, ospita uffici della SORESA. Il restante, uffici vari.